# The Way We Walk, Volume One: The Shorts
The Way We Walk, Volume One: The Shorts – czwarty album koncertowy grupy Genesís, wydany w roku 1992.
Osiem utworów zostało nagranych na żywo w 1992 r. podczas trasy koncertowej We Can’t Dance Tour. Na płycie znalazły się również trzy utwory z trasy koncertowej pn. Invisible Touch z roku 1986/87.

## Lista utworów
| Numer | Tytuł                       | Miejsce nagrania                                                     | Czas |
| ----- | --------------------------- | -------------------------------------------------------------------- | ---- |
| 1.    | "Land of Confusion"         | 11 lipca 1992, Niedersachsenstadion, Hanower, Dolna Saksonia, Niemcy | 5:16 |
| 2.    | "No Son of Mine"            | 13 lipca 1992, Niedersachsenstadion, Hanower, Dolna Saksonia, Niemcy | 7:06 |
| 3.    | "Jesus He Knows Me"         | 11 lipca 1992, Niedersachsenstadion, Hanower, Dolna Saksonia, Niemcy | 5:24 |
| 4.    | "Throwing It All Away"      | 2 sierpnia 1992, Knebworth Park, Stevenage, Hertfordshire, Anglia    | 6:02 |
| 5.    | "I Can’t Dance"             | 13 lipca 1992, Niedersachsenstadion, Hanower, Dolna Saksonia, Niemcy | 6:54 |
| 6.    | "Mama"                      | 4 lipca 1987, Stadion Wembley, Londyn, Anglia                        | 6:50 |
| 7.    | "Hold On My Heart"          | 10 lipca 1992, Niedersachsenstadion, Hanower, Dolna Saksonia, Niemcy | 5:41 |
| 8.    | "That’s All (Genesis)"      | 4 lipca 1987, Stadion Wembley, Londyn, Anglia                        | 4:59 |
| 9.    | "In Too Deep"               | październik 1986, L.A. Forum, Inglewood, Kalifornia, USA             | 4:59 |
| 10.   | "Tonight, Tonight, Tonight" | 13 lipca 1992, Niedersachsenstadion, Hanower, Dolna Saksonia, Niemcy | 3:36 |
| 11.   | "Invisible Touch"           | 13 lipca 1992, Niedersachsenstadion, Hanower, Dolna Saksonia, Niemcy | 5:41 |

## Twórcy
- Tony Banks – instrumenty klawiszowe
- Phil Collins – śpiew, perkusja, instrumenty perkusyjne
- Mike Rutherford – gitara basowa, gitara
- Chester Thompson – perkusja
- Daryl Stuermer – gitara